# 和光製紙
和光製紙株式会社（わこうせいし）は、高知県の製紙産業の集積地、高知県吾川郡いの町に本社を置く、主に家庭紙の原紙の抄造から製品加工、販売までおこなう製紙会社である。

## 主要製品
子供向けのポケットティッシュは知育要素をもち、親子でコミュニケーションが取れる商品を唯一取り扱っている。
※
- ポケットティッシュ
- ウエットティッシュ
- トイレクリーナー
- ペーパーウエス[6]
- ちり紙、京花紙、白ちり
- トイレットペーパー

## 沿革
※
- 1966年2月17日 - 和光製紙株式会社設立[8]
- 1966年 - 第1号抄紙機操業開始
- 1969年 - 第2号抄紙機を増設
- 1974年 - ポケットティッシュ加工機およびトイレットロール加工機械新設
- 1987年 - 日高工場を新設・稼働開始
- 1990年 - 第三工場へBOXティッシュ加工機械新設
- 1991年 - 第六工場へクリーナーシート加工機械新設
- 1998年 - 第三工場へウェットティッシュ加工機械新設
- 1999年 - 本社工場へペーパーウエス加工機械新設
- 2005年 - ISO9001：2000取得
- 2006年 - 製品加工機械を日高工場に集約
- 2010年 - ISO9001：2008取得
- 2012年 - 化粧品製造販売業許可証取得
- 2014年 - Thai Wako Paper Co.,Ltd.設立、ペーパーウエス加工機操業開始[9]
- 2016年 - 化粧品製造業許可証取得
- 2017年 - ISO9001：2015取得

## 事業所
※
- 本社（高知県吾川郡いの町3936）
- 第三工場（高知県吾川郡いの町駅南29）
- 日高工場（高知県高岡郡日高村沖名字穴田3632-8）
- THAI WAKO PAPER CO., LTD.（ タイ パトゥムターニー県）[10]